# Hallucinations collectives 2019
Le festival des Hallucinations collectives 2019 est la douzième édition des Hallucinations collectives.

## Déroulement et faits marquants
La douzième édition du festival a eu lieu du mardi 16 au lundi 22 avril 2019.
Le thème de cette édition est le cinéma afro-américain, intitulé « Unexploited ! ». La carte blanche est confiée à Hélène Cattet et Bruno Forzani.

### Projections
| Titre                                                        | Réalisateur(s)                                       | Année                         | Pays                          |
| Longs métrages en compétition                                | Longs métrages en compétition                        | Longs métrages en compétition | Longs métrages en compétition |
| ------------------------------------------------------------ | ---------------------------------------------------- | ----------------------------- | ----------------------------- |
| Freaks (film d'ouverture)                                    | Zach Lipovsky (en) et Adam B. Stein (en)             | 2018                          | États-Unis                    |
| Lords of Chaos                                               | Jonas Akerlund                                       | 2018                          | Royaume-Uni- Suède            |
| Tous les dieux du ciel                                       | Quarxx                                               | 2018                          | France                        |
| Factory                                                      | Youri Bykov                                          | 2018                          | France- Russie- Arménie       |
| In Fabric                                                    | Peter Strickland                                     | 2018                          | Royaume-Uni                   |
| We (en) (Wij)                                                | René Eller (de)                                      | 2018                          | Modèle:Hollande- Belgique     |
| 1987: When the Day Comes                                     | Jang Joon-hwan                                       | 2018                          | Corée du Sud                  |
| Luz                                                          | Tilman Singer                                        | 2018                          | Allemagne                     |
| Courts métrages en compétition                               |                                                      |                               |                               |
| Kids (9 min)                                                 | Michael Frei                                         | 2019                          | Suisse                        |
| Nursery Rhymes (5 min)                                       | Thomas Noakes                                        | 2018                          | Australie                     |
| Limbo (14 min)                                               | Daniel Viqueira                                      | 2018                          | Espagne                       |
| Coyote (10 min)                                              | Lorenz Wunderle                                      | 2018                          | Suisse                        |
| The Sermon (11 min)                                          | Dean Puckett                                         | 2018                          | Royaume-Uni                   |
| The Boogeywoman (17 min)                                     | Erica Scoggins                                       | 2018                          | États-Unis                    |
| Blue (15 min)                                                | Samantha Severin                                     | 2018                          | États-Unis                    |
| Maw (Muil) (20 min)                                          | Jasper Vrancken                                      | 2018                          | Belgique                      |
| Unexploited !                                                |                                                      |                               |                               |
| Point noir (Uptight!)                                        | Jules Dassin                                         | 1968                          | États-Unis                    |
| Ganja et Hess                                                | Bill Gunn (en)                                       | 1973                          | États-Unis                    |
| Sweet Sweetback's Baadasssss Song                            | Melvin Van Peebles                                   | 1971                          | États-Unis                    |
| Top of the Heap (en)                                         | Christopher St. John                                 | 1972                          | États-Unis                    |
| Roman porno : Littérature vénéneuse                          |                                                      |                               |                               |
| Yumeno Kyusaku's Girl Hell (Yumeno Kyusaku no Shoujo Jigoku) | Masaru Konuma                                        | 1977                          | Japon                         |
| Woods Are Wet: Woman's Hell (Mori wa Nureta : Onna Jigoku)   | Tatsumi Kumashiro                                    | 1973                          | Japon                         |
| La Maison des perversités (en)                               | Noboru Tanaka                                        | 1976                          | Japon                         |
| Cabinet de curiosités                                        |                                                      |                               |                               |
| Within Our Gates                                             | Oscar Micheaux                                       | 1919                          | États-Unis                    |
| Next of Kin                                                  | Tony Williams                                        | 1982                          | Australie                     |
| La Nuit de la mort                                           | Raphaël Delpard                                      | 1981                          | Royaume-Uni                   |
| Xtro                                                         | Harry Bromley Davenport                              | 1982                          | États-Unis                    |
| Le Sexe qui parle                                            | Claude Mulot (alias Frédéric Lansac)                 | 1975                          | France                        |
| Grey Gardens                                                 | Albert et David Maysles, Ellen Hovde et Muffie Meyer | 1975                          | États-Unis                    |
| Carte blanche à Hélène Cattet et Bruno Forzani               |                                                      |                               |                               |
| Quelli che contano                                           | Andrea Bianchi                                       | 1974                          | Italie                        |
| La Bouche de Jean-Pierre                                     | Lucile Hadzihalilovic                                | 1997                          | France                        |
| Carne                                                        | Gaspar Noé                                           | 1991                          | France                        |
| Millennium Actress (Sennen Joyū)                             | Satoshi Kon                                          | 2001                          | Japon                         |
| Film de clôture                                              |                                                      |                               |                               |
| Golden Glove (Der goldene Handschuh)                         | Fatih Akin                                           | 2019                          | Allemagne                     |

### Prix
- Compétition longs métrages :
  - Grand prix du festival (prix du public) : 1987: When the Day Comes de Jang Joon-hwan.
  - Prix du jury lyonnais : In Fabric de Peter Strickland.
- Compétition courts métrages :
  - Grand prix du festival (prix du public) : Nursery Rhymes de Thomas Noakes.
  - Prix du jury lycéen : Nursery Rhymes de Thomas Noakes.